# Азанчевский, Павел Матвеевич

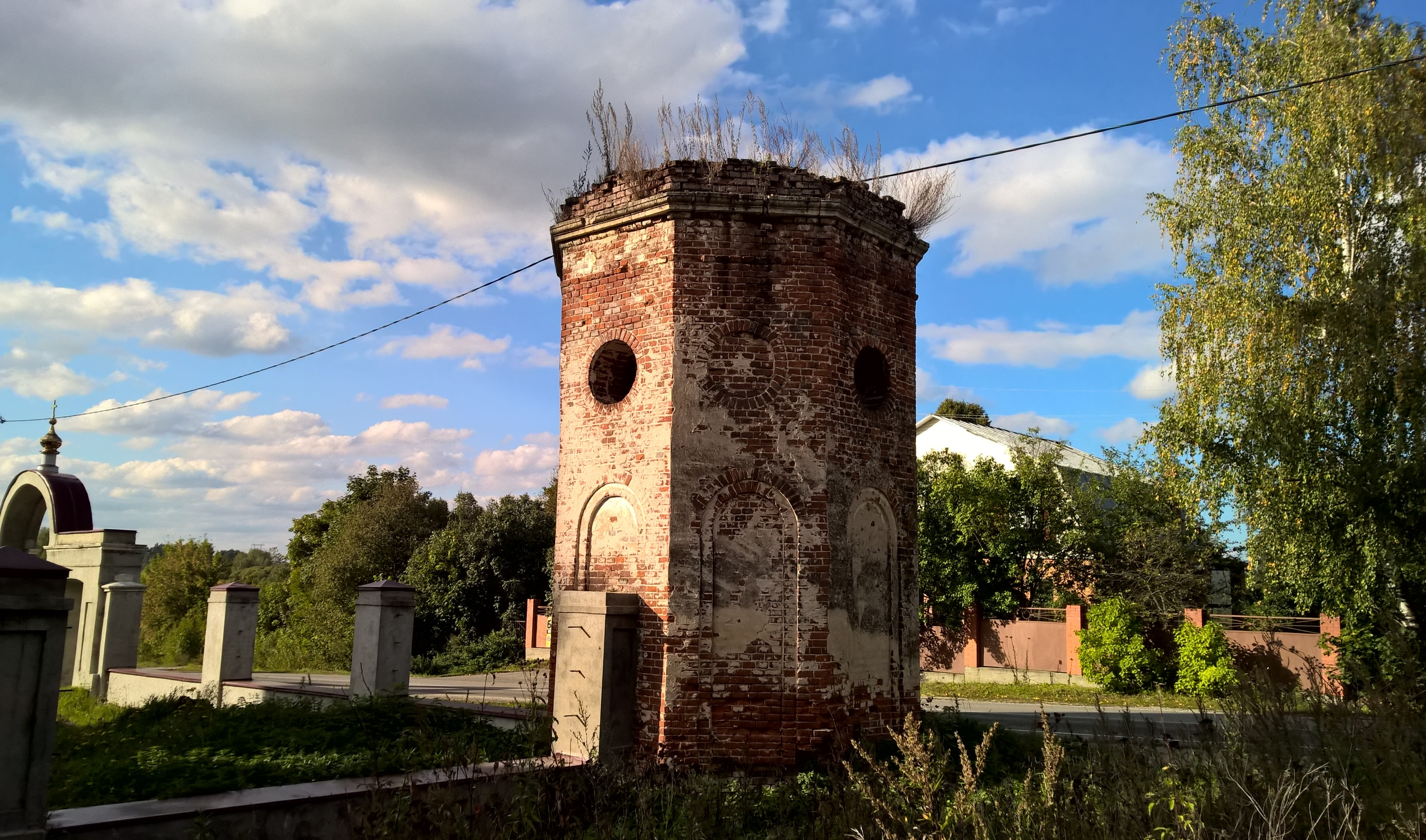
Развалины усадьбы Азанчевского

Павел Матвеевич Азанчевский (15 октября 1789 — 11 октября 1866) — русский писатель, автор статей по агрономии, статский советник.

## Биография
Родился 15 октября 1789 года в дворянской семье. Получив домашнее образование, 4 января 1805 года начал службу актуариусом в Коллегии иностранных дел. 7 декабря 1811 года перемещён в московский архив Министерства иностранных дел. Во время Отечественной войны 1812 года был в ополчении, в начале 1813 года вернулся в Москву.
Служил в Министерстве иностранных дел вместе с А. С. Пушкиным. На его венчании был «поручителем за невесту» Н. Н. Гончарову. При коронации Николая I находился в числе герольдов.
В 1833 году оставил службу, посвятив досуг хозяйству и писательству. В Бронницком уезде Московской губернии он занялся обустройством родовой усадьбы Троице-Лобаново (ныне в руинах).
Имел четырёх дочерей (Татьяна, Зоя, Мария и Вера) и четырёх сыновей (Матвей, Николай, Михаил и Тит). Младший сын, Михаил Азанчевский, стал директором Санкт-Петербургской консерватории.
Внук — Всеволод Николаевич — томский губернатор (23 декабря 1904 — 8 ноября 1905).